# Liste der Staatsoberhäupter 1912
Übersicht
◄◄ | ◄ | 1908 | 1909 | 1910 | 1911 | Liste der Staatsoberhäupter 1912 | 1913 | 1914 | 1915 | 1916 | ► | ►►

Weitere Ereignisse

## Afrika
- Ägypten (1882–1914 nominell Bestandteil des osmanischen Reiches, de facto britisches Protektorat)
  - Staatsoberhaupt: Khedive Abbas II. (1892–1914)
    - Ministerpräsident Muhammad Said Pascha (1910–1914, 1919)

  - Britischer Generalkonsul: Herbert Kitchener, Viscount Kitchener of Khartoum (1911–1914)

- Äthiopien
  - Staats- und Regierungschef: Kaiser Menelik II. (1898–1913)

- Liberia
  - Staats- und Regierungschef:
    - Präsident Arthur Barclay (1904–1. Januar 1912)
    - Präsident Daniel E. Howard (1. Januar 1912–1920)

- Südafrika
  - Staatsoberhaupt: König Georg V. (1910–1936)
    - Generalgouverneur: Herbert Gladstone, 1. Viscount Gladstone (1910–1914)

  - Regierungschef: Ministerpräsident Louis Botha (1910–1919) (1907–1910 Ministerpräsident von Transvaal)

## Amerika

### Nordamerika
- Kanada
  - Staatsoberhaupt: König Georg V. (1910–1936)
    - Generalgouverneur: Arthur, 1. Duke of Connaught and Strathearn (1911–1916)

  - Regierungschef: Premierminister Robert Borden (1911–1920)

- Mexiko
  - Staats- und Regierungschef: Präsident Francisco Madero (1911–1913)

- Neufundland
  - Staatsoberhaupt: König Georg V. (1910–1934)
    - Gouverneur: Ralph Champneys Williams (1909–1913)

  - Regierungschef: Premierminister Edward Morris (1909–1917)

- Vereinigte Staaten von Amerika
  - Staats- und Regierungschef: Präsident William Howard Taft (1909–1913)

### Mittelamerika
- Costa Rica
  - Staats- und Regierungschef: Präsident Ricardo Jiménez Oreamuno (1882–1885, 1910–1914, 1924–1928, 1932–1936)

- Dominikanische Republik
  - Staats- und Regierungschef:
    - Präsident Eladio Victoria (1911–30. November 1912)
    - Präsident Adolfo Alejandro Nouel (1. Dezember 1912–1913) (kommissarisch)

- El Salvador
  - Staats- und Regierungschef: Präsident Manuel Enrique Araujo (1911–1913)

- Guatemala
  - Staats- und Regierungschef: Präsident Manuel José Estrada Cabrera (1898–1920)

- Haiti
  - Staats- und Regierungschef:
    - Präsident Cincinnatus Leconte (1911–8. August 1912)
    - Präsident Tancrède Auguste (8. August 1912–1913)

- Honduras
  - Staats- und Regierungschef:
    - Präsident Francisco Bertrand (1911–1. Februar 1912, 1913–1919) (kommissarisch)
    - Präsident Manuel Bonilla (1903–1907, 1. Februar 1912–1913)

- Kuba
  - Staats- und Regierungschef: Präsident José Miguel Gómez (1909–1913)

- Nicaragua
  - Staats- und Regierungschef: Präsident Adolfo Díaz (1911–1917, 1926–1929)

- Panama
  - Staats- und Regierungschef:
    - Präsident Pablo Arosemena Alba (1910–1. Oktober 1912) (kommissarisch)
    - Präsident Belisario Porras Barahona (1. Oktober 1912–1916, 1918–1920, 1920–1924)

### Südamerika
- Argentinien
  - Staats- und Regierungschef: Präsident Roque Sáenz Peña (1910–1914)

- Bolivien
  - Staats- und Regierungschef: Präsident Eliodoro Villazón Montaño (1909–1913)

- Brasilien
  - Staats- und Regierungschef: Präsident Hermes Rodrigues da Fonseca (1910–1914)

- Chile
  - Staats- und Regierungschef: Präsident Ramón Barros Luco (1910–1915)

- Ecuador
  - Staats- und Regierungschef:
    - Präsident Carlos Freile Zaldumbide (1911, 1911–6. März 1912)
    - Präsident Francisco Andrade Marín (6. März 1912–10. August 1912) (kommissarisch)
    - Präsident Alfredo Baquerizo Moreno (10. August 1912–1. September 1912, 1916–1920) (kommissarisch)
    - Präsident Leonidas Plaza Gutiérrez (1901–1905, 1. September 1912–1916)

- Kolumbien
  - Staats- und Regierungschef: Präsident Carlos Eugenio Restrepo (1910–1914)

- Paraguay
  - Staats- und Regierungschef:
    - Präsident Liberato Marcial Rojas (1911–28. Februar 1912) (kommissarisch)
    - Präsident Pedro Pablo Peña (28. Februar 1912–22. März 1912) (kommissarisch)
    - Präsident Emiliano González Navero (1908–1910, 22. März 1912–15. August 1912) (kommissarisch)
    - Präsident Eduardo Schaerer (15. August 1912–1916)

- Peru
  - Staatsoberhaupt:
    - Präsident Augusto B. Leguía y Salcedo (1908–24. September 1912, 1919–1920) (1904–1907 Ministerpräsident)
    - Präsident Guillermo Billinghurst (24. September 1912–1914)

  - Regierungschef:
    - Ministerpräsident Agustín Guillermo Ganoza Cavero (1911–24. September 1912)
    - Ministerpräsident Elías Malpartida (24. September 1912–23. Dezember 1912)
    - Ministerpräsident Enrique Varela Vidaurre (23. Dezember 1912–1913, 1913–1914)

- Uruguay
  - Staats- und Regierungschef: Präsident José Batlle y Ordóñez (1899, 1903–1907, 1911–1915)

- Venezuela
  - Staats- und Regierungschef: Präsident Juan Vicente Gómez (1909–1910, 1910–1914, 1922–1929, 1931–1935)

## Asien

### Ost-, Süd- und Südostasien
- Bhutan
  - Herrscher: König Ugyen Wangchuk (1907–1926)

- China
  - Staatsoberhaupt:
    - Kaiser Puyi (1908–12. Februar 1912)
    - (provisorisch) Präsident Sun Yat-sen (12. Februar–10. März 1912)
    - Präsident Yuan Shikai (10. März 1912–1916)

  - Regierungschef:
    - Kabinettspräsident Yuan Shikai (1911–10. März 1912)
    - Kabinettspräsident Tang Shaoyi (13. März–27. Juni 1912)
    - Kabinettspräsident Lu Zhengxiang (29. Juni–25. September 1912)
    - Kabinettspräsident Zhao Bingjun (25. September 1912–1913)

- Britisch-Indien
  - Kaiser: Georg V. (1910–1936)
  - Vizekönig: Charles Hardinge (1910–1916)

- Japan
  - Staatsoberhaupt:
    - Kaiser Mutsuhito (1852–30. Juli 1912)
    - Kaiser Yoshihito (30. Juni 1912–1926)

  - Regierungschef:
    - Premierminister Saionji Kimmochi (1911–21. Dezember 1912)
    - Premierminister Katsura Tarō (21. Dezember 1912–1913)

- Nepal
  - Staatsoberhaupt: König Tribhuvan (1911–1955)
  - Regierungschef: Ministerpräsident Chandra Shamsher Jang Bahadur Rana (1901–1929)

- Siam (heute: Thailand)
  - Herrscher: König Vajiravudh (1910–1925)

### Vorderasien
- Persien (heute: Iran)
  - Staatsoberhaupt: Schah Ahmad Schah Kadschar (1909–1925)
  - Regierungschef:
    - Ministerpräsident Nadschaf Qoli Chan Samsam al-Saltane (1911–23. Dezember 1912)
    - Ministerpräsident Saad al Dowleh (23. Dezember 1912–1913)

### Zentralasien
- Afghanistan
  - Herrscher: Emir Habibullah Khan (1901–1919)

- Mongolei (umstritten)
  - Staatsoberhaupt: Bogd Khan (1911–1924)
  - Regierungschef: Ministerpräsident Sain Nojon Khan Shirindambyn Namnansüren (November 1912–1919)

## Australien und Ozeanien
- Australien
  - Staatsoberhaupt: König Georg V. (1910–1936)
  - Generalgouverneur: Baron Thomas Denman (1911–1914)
  - Regierungschef: Premierminister Andrew Fisher (1910–1913)

- Neuseeland
  - Staatsoberhaupt: König Georg V. (1910–1936)
  - Gouverneur:
    - Gouverneur Baron John Poynder Dickson (1910–1912)
    - Earl Arthur Foljambe (1912–1917)

  - Regierungschef:
    - Premierminister Joseph Ward (1907–28. März 1912)
    - Premierminister Thomas Mackenzie (28. März–10. Juli 1912)
    - Premierminister William Massey (10. Juli 1912–1925)

## Europa
- Albanien (seit 28. November 1912 unabhängig)
  - Staats- und Regierungschef: Vorsitzender der provisorischen Regierung Ismail Qemali (28. November 1912–1914)

- Andorra
  - Co-Fürsten:
    - Staatspräsident von Frankreich: Armand Fallières (1906–1913)
    - Bischof von Urgell: Juan Benlloch y Vivó (1907–1919)

- Belgien
  - Staatsoberhaupt: König Albert I. (1909–1934)
  - Regierungschef: Ministerpräsident Charles Baron de Broqueville (1911–1918, 1932–1934) (1914–1918 im Exil)

- Bulgarien
  - Staatsoberhaupt: Zar Ferdinand I. (1887–1918) (bis 1908 Fürst)
  - Regierungschef: Ministerpräsident Iwan Geschow (1911–1913)

- Dänemark
  - Staatsoberhaupt:
    - König Friedrich VIII. (1906–14. Mai 1912)
    - König Christian X. (14. Mai 1912–1947) (1918–1944 König von Island)

  - Regierungschef: Ministerpräsident Klaus Berntsen (1910–1913)

- Deutsches Reich
  - Kaiser: Wilhelm II. (1888–1918)
    - Reichskanzler: Theobald von Bethmann Hollweg (1909–1917)

  - Anhalt
    - Herzog: Friedrich II. (1904–1918)
      - Staatsminister: Ernst von Laue (1910–1918)

  - Baden
    - Großherzog: Friedrich II. (1907–1918)
      - Staatsminister: Alexander von Dusch (1905–1917)

  - Bayern
    - König: Otto I. (1886–1913)
      - Regent: Prinzregent Luitpold (1886–1912)
      - Regent: Prinzregent Ludwig (1912–1913) (ab 1913 König)
        - Vorsitzender im Ministerrat: Clemens Graf von Podewils-Dürniz (1903–1912)
        - Vorsitzender im Ministerrat: Georg Freiherr von Hertling (1912–1917)

  - Braunschweig
    - Regent: Johann Albrecht Herzog zu Mecklenburg (1907–1913)

  - Bremen
    - Bürgermeister: Victor Wilhelm Marcus (1907) (1909) (1912)
    - Bürgermeister: Karl F. H. Stadtländer (1912) (1914)

  - Reichsland Elsaß-Lothringen
    - Kaiserlicher Statthalter: Karl Fürst von Wedel (1907–1914)
      - Staatssekretär des Ministeriums für Elsaß-Lothringen: Hugo Freiherr Zorn von Bulach (1908–1914)

  - Hamburg
    - Erster Bürgermeister: Johann Heinrich Burchard (1903) (1906) (1908–1909) (1912)
    - Erster Bürgermeister: Carl August Schröder (1912–1913) (1916)

  - Hessen-Darmstadt
    - Großherzog: Ernst Ludwig (1892–1918)
      - Präsident des Gesamtministeriums: Carl Ewald (1906–1918) (ab 23. Dezember 1912 Carl von Ewald)

  - Lippe
    - Fürst: Leopold IV. (1905–1918)

  - Lübeck
    - Bürgermeister: Johann Hermann Eschenburg (1911–1912, 1915–1916)

  - Mecklenburg-Schwerin
    - Großherzog: Friedrich Franz IV. (1897–1918)
      - Staatsminister: Carl Graf von Bassewitz-Levetzow (1901–1914)

  - Mecklenburg-Strelitz
    - Großherzog: Adolf Friedrich V. (1904–1914)
      - Staatsminister: Heinrich Bossart (1908–1918)

  - Oldenburg
    - Großherzog: Friedrich August II. (1900–1918)
      - Staatsminister: Friedrich Julius Heinrich Ruhstrat (1908–1916)

  - Preußen
    - König: Wilhelm II. (1888–1918)
      - Ministerpräsident: Theobald von Bethmann Hollweg (1909–1917)

  - Reuß ältere Linie
    - Fürst: Heinrich XXIV. (1902–1918)
      - Regent: Heinrich XXVII. (1908–1918)

  - Reuß jüngere Linie
    - Fürst: Heinrich XIV. (1867–1913)
      - Regent: Heinrich XXVII. (1908–1913)

  - Sachsen
    - König: Friedrich August III. (1904–1918)
      - Vorsitzender des Gesamtministeriums: Victor Alexander von Otto (1910–1912)
      - Vorsitzender des Gesamtministeriums: Max Clemens Lothar Freiherr von Hausen (1912–1914)

  - Sachsen-Altenburg
    - Herzog: Ernst II. (1908–1918)

  - Sachsen-Coburg und Gotha
    - Herzog: Carl Eduard (1900–1918)
    - Staatsminister: Ernst von Richter (1905–1914)

  - Sachsen-Meiningen
    - Herzog: Georg II. (1866–1914)

  - Sachsen-Weimar-Eisenach
    - Großherzog: Wilhelm Ernst (1901–1918)

  - Schaumburg-Lippe
    - Fürst: Adolf II. (1911–1918)
    - Regierungschef: Staatsminister Friedrich von Feilitzsch (1898–1918)

  - Schwarzburg-Rudolstadt
    - Fürst: Günther Victor (1890–1918)

  - Schwarzburg-Sondershausen (ab 1909 in Personalunion mit Schwarzburg-Rudolstadt)
    - Fürst: Günther Victor (1909–1918)

  - Waldeck und Pyrmont (seit 1968 durch Preußen verwaltet)
    - Fürst: Friedrich (1893–1918)
    - Preußischer Landesdirektor: Ernst Reinhold Gerhard von Glasenapp (1908–1914)

  - Württemberg
    - König: Wilhelm II. (1891–1918)
      - Präsident des Staatsministeriums: Karl von Weizsäcker (1906–1918)

- Finnland (1809–1917 autonomes Großfürstentum des Russischen Kaiserreichs)
  - Staatsoberhaupt: Großfürst Nikolaus II. (1894–1917)
    - Generalgouverneur: Franz Albert Seyn (1909–1917)

- Frankreich
  - Staatsoberhaupt: Präsident Armand Fallières (1906–1913)
  - Regierungschef:
    - Präsident des Ministerrats Joseph Caillaux (1911–14. Januar 1912)
    - Präsident des Ministerrats Raymond Poincaré (14. Januar 1912–1913, 1922–1924, 1926–1929) (1913–1920 Präsident)

- Griechenland
  - Staatsoberhaupt: König Georg I. (1863–1913)
  - Regierungschef: Ministerpräsident Eleftherios Venizelos (1910–1915, 1915, 1917–1920, 1924, 1928–1932, 1932, 1933)

- Italien
  - Staatsoberhaupt:König Viktor Emanuel III. (1900–1946)
  - Regierungschef: Ministerpräsident Giovanni Giolitti (1892–2893, 1903–1905, 1906–1909, 1911–1914, 1920–1921)

- Liechtenstein
  - Staats- und Regierungschef: Fürst Johann II. (1858–1929)

- Luxemburg
  - Staatsoberhaupt:
    - Großherzog Wilhelm IV. (1905–1912) (1902–1905 Regent)
    - Großherzogin Maria-Adelheid (25. Februar 1912–1919)
      - Regentin: Maria Anna von Portugal (1908–15. Juni 1912)

  - Regierungschef: Premierminister Paul Eyschen (1888–1915)

- Monaco
  - Staatsoberhaupt: Fürst Albert I. (1889–1922)
  - Regierungschef: Staatsminister: Émile Flach (1911–1917)

- Montenegro
  - Staatsoberhaupt: König Nikola I. Petrović-Njegoš (1860–1918) (bis 1910 Fürst)
  - Regierungschef:
    - Ministerpräsident Lazar Tomanović (1907–19. Juni 1912)
    - Ministerpräsident Mitar Martinović (19. Juni 1912–1913)

- Neutral-Moresnet (1830–1915 unter gemeinsamer Verwaltung von Belgien und Preußen)
  - Staatsoberhaupt: König von Belgien Albert I. (1909–1915, 1918–1920)
    - Kommissar: Fernand Bleyfuesz (1889–1915, 1918–1920)

  - Staatsoberhaupt: König von Preußen Wilhelm II. (1888–1918)
    - Kommissar: Walter The Losen (1909–1918)

  - Bürgermeister: Hubert Schmetz (1885–1915)

- Niederlande
  - Staatsoberhaupt: Königin Wilhelmina (1890–1948)
  - Regierungschef: Ministerpräsident Theo Heemskerk (1908–1913)

- Norwegen
  - Staatsoberhaupt: König Haakon VII. (1905–1957)
  - Regierungschef:
    - Ministerpräsident Wollert Konow (1910–20. Februar 1912)
    - Ministerpräsident Jens Bratlie (20. Februar 1912–1913)

- Osmanisches Reich
  - Staatsoberhaupt: Sultan Mehmed V. (1909–1918)
  - Regierungschef:
    - Großwesir Mehmed Said Pascha  (1897–1880, 1880–1882, 1882, 1882–1885, 1895, 1901–1903, 1908, 1911–22. Juli 1912)
    - Großwesir Ahmed Muhtar Pascha (22. Juli 1912–29. Oktober 1912)
    - Großwesir Kıbrıslı Kâmil Pascha (1885–1891, 1895, 1908–1909, 29. Oktober 1912–1913)

- Österreich-Ungarn
  - Staatsoberhaupt: Kaiser Franz Joseph I. (1848–1916)
  - Regierungschef von Cisleithanien: Ministerpräsident Karl Stürgkh (1911–1916)
  - Regierungschef von Transleithanien:
    - Ministerpräsident Károly Khuen-Héderváry (1903, 1910–22. April 1912)
    - Ministerpräsident László Lukács (22. April 1912–1913)

- Portugal
  - Staatsoberhaupt: Präsident Manuel José de Arriaga (1911–1915)
  - Regierungschef:
    - Ministerpräsident Augusto de Vasconcelos (1911–16. Juni 1912)
    - Ministerpräsident Duarte Leite Pereira da Silva (16. Juni 1912–1913)

- Rumänien
  - Staatsoberhaupt: König Karl I. (1866–1914) (bis 1881 Fürst)
  - Regierungschef:
    - Ministerpräsident Petru Carp (1901–1902, 1911–10. April 1912)
    - Ministerpräsident Titu Maiorescu (10. April 1912–1914)

- Russland
  - Staatsoberhaupt: Zar Nikolaus II. (1894–1917)
  - Regierungschef: Ministerpräsident Wladimir Kokowzow (1911–1914)

- San Marino
  - Capitani Reggenti:
    - Onofrio Fattori (1898, 1902, 1905–1906, 1911–1. April 1912, 1916, 1922–1923) und Angelo Manzoni Borghesi (1911–1. April 1912, 1917–1918, 1924, 1931, 1934–1935, 1940)
    - Gustavo Babboni (1904–1905, 1908, 1. April 1912–1. Oktober 1912, 1916–1917) und Francesco Pasquali (1907, 1. April 1912–1. Oktober 1912, 1919–1920, 1928)
    - Menetto Bonelli (1889, 1893, 1896–1897, 1904, 1908, 1. Oktober 1912–1913) und Vincenzo Marcucci (1. Oktober 1912–1913, 1917)

  - Regierungschef: Liste der Außenminister San Marinos Menetto Bonelli (1910–1918)

- Schweden
  - Staatsoberhaupt: König Gustav V. (Schweden) (1907–1950)
  - Regierungschef: Ministerpräsident Karl Staaff (1905–1906, 1911–1914)

- Schweiz[1]
  - Bundespräsident: Ludwig Forrer (1906, 1912)
  - Bundesrat:
    - Adolf Deucher (1883–20. Juli 1912)
    - Eduard Müller (1895–1919)
    - Robert Comtesse (1900–4. März 1912)
    - Marc-Emile Ruchet (1900–13. Juli 1912)
    - Ludwig Forrer (1903–1917)
    - Arthur Hoffmann (1911–1917)
    - Giuseppe Motta (1911–1940)
    - Louis Perrier (12. März 1912–1913)
    - Edmund Schulthess (17. Juli 1912–1935)
    - Camille Decoppet (17. Juli 1912–1919)

- Serbien
  - König Peter I. Karadjordjevic (1903–1918)
  - Regierungschef:
    - Ministerpräsident Milovan Milovanović (1911–1. Juli 1912)
    - Ministerpräsident Marko Trifković (1. Juli 1912–12. September 1912)
    - Ministerpräsident Nikola Pašić (1891–1892, 1904–1905, 1906–1908, 1909–1911, 12. September 1912–1918) (1918, 1921–1924, 1924–1926 Ministerpräsident des Königreichs der Kroaten, Serben und Slowenen)

- Spanien
  - Staatsoberhaupt: König Alfons XIII. (1886–1941)
  - Regierungschef:
    - Ministerpräsident José Canalejas Méndez (1910–12. November 1912)
    - Ministerpräsident Manuel García Prieto (12. November 1912–14. November 1912, 1917, 1917–1918, 1918, 1922–1923) (kommissarisch)
    - Ministerpräsident Álvaro Figueroa Torres (14. November 1912–1913, 1915–1917, 1918–1919)

- Vereinigtes Königreich:
  - Staatsoberhaupt: König Georg V. (1910–1936)
  - Regierungschef: Premierminister Herbert Henry Asquith (1908–1916)